# Мельник Андрій Дмитрович
Андрій Дмитрович Мельник — старший солдат, військовослужбовець 13 ОМПБ, учасник російсько-української війни, що загинув у ході російського вторгнення в Україну в 2022 році.

## Біографія
Народився і виріс у селі Пролетарське (нині — Поліське) Коропського району, Чернігівської області, де й проживали його батьки.
Вивчився на помічника машиніста, закінчивши Козятинський технікум.
Під час строкової служби в армії служив розвідником.
Пізніше переїхав із сім'єю до Ніжина. Працював збірником-зварювальником сейфів.
У серпні 2014 року був призваний до армії, залишивши вдома шестирічну доньку і дружину на 9 місяці вагітності. Потрапив в аеромобільні десантні війська — у 81 ОАеМБр.
Проходив навчання у Костянтинівці (Донецька область). Після навчання потрапив у село Водяне, де й виконував бойові завдання. Брав безпосередню участь у боях за аеропорт «Донецьк» ім. С. Прокоф'єва, в якому бував на завданнях.
Загинув 28 лютого 2022 року у віці 37 років під час боїв з російськими окупантами в селі Олишівка, що на Чернігівщині.
Залишилися дружина та двоє дітей (син і донька).

## Нагороди
- орден «За мужність» III ступеня (2022, посмертно) — за особисту мужність і самовіддані дії, виявлені у захисті державного суверенітету та територіальної цілісності України, вірність військовій присязі.